# Обаљ
Обаљ је насељено мјесто у општини Калиновик, Република Српска, БиХ. Према попису становништва из 1991. у насељу је живјело 150 становника. По попису становништва из 2013. у насељу је живјело 74 становника.
Овде се налази Црква Светог Вазнесења Господњег у Обљу (Калиновик).

## Географија
Село Обаљ налази се на ријеци Неретви. Кроз село пролази пут Калиновик-Невесиње.

## Становништво
Према попису становништва из 1991. године, мјесто је имало 150 становника.
| Националност       | 1991. |
| Срби               | 139   |
| Хрвати             | 9     |
| Муслимани          | 1     |
| остали и непознато | 1     |
| укупно             | 150   |

| Демографија | Демографија | Демографија |
| Година      | Становника  | Становника  |
| ----------- | ----------- | ----------- |
| 1961.       | 464         |             |
| 1971.       | 412         |             |
| 1981.       | 259         |             |
| 1991.       | 150         |             |
| 2013.       | 74          |             |